# Pałac w Roztoczniku
Pałac w Roztoczniku – zabytkowy pałac wybudowany w XIX w. w Roztoczniku w miejscu renesansowego dworu z XVI w.

## Położenie
Pałac położony jest w Roztoczniku – wsi w Polsce, w województwie dolnośląskim, w powiecie dzierżoniowskim, w gminie Dzierżoniów.

## Opis
Neobarokowy pałac wybudowany na planie litery L, kryty dwuspadowym  dachem mansardowym z lukarnami. Do głównego wejścia w ryzalicie wiedzie owalny podjazd, nad nim, na pierwszym piętrze, balkon z kamienną balustradą szeroki na cały ryzalit, który zwieńczony jest frontonem, pod nim kartusz z herbami Barbary von Heyden-Cadow (1869-1946) (po lewej) i Adolfa von Seidlitz-Sandreczki (1863-1930) (po prawej), trzymany przez dwóch żołnierzy, stojących na labrach. Małżeństwo to przeprowadziło się do Roztocznika w 1930 r. Obiekt jest częścią zespołu pałacowego, w skład którego wchodzi jeszcze park.

Herb von Heyden
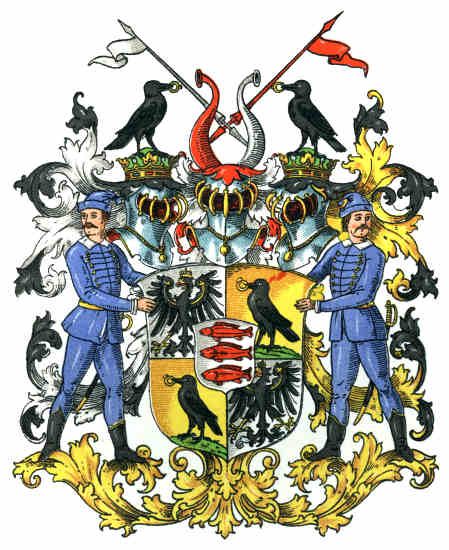
Herb von Seydlitz-Sandreczki